# التصنيفات الدولية لإرتيريا
تتضمن المقالة التالية قائمة التصنيفات الدولية لإثيوبيا.

## التصنيفات الاقتصادية
- المنتدى الاقتصادي العالمي 2019 تقرير التنافسية العالمي حلت في المرتبة 126 من بين 141 دولة[1]

## المعلومات الجغرافية

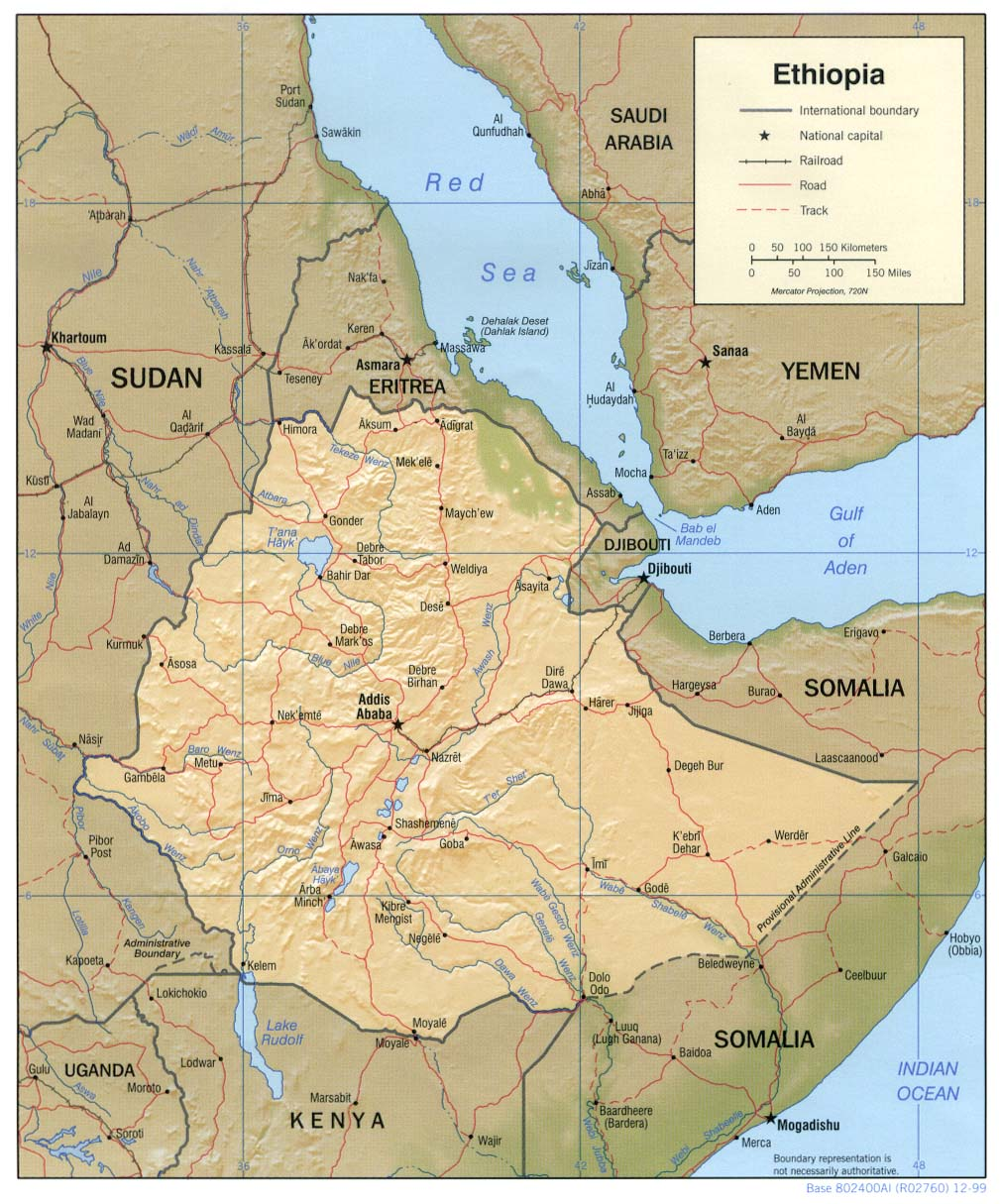
موقع إثيوبيا في القرن الإفريقي.

At 1,126,829 كيلومتر مربع (435,071 ميل2), إثيوبيا هي الدولة السابعة والعشرون من حيث المساحة في العالم. تحدّها إرتريا شمالاً، جيبوتي والصومال شرقاً، السودان وجنوب السودان غرباً، وكينيا جنوباً.

## التصنيفات العسكرية
- معهد الاقتصاد والسلام: مؤشر السلام العالمي 2009، حلت في المرتبة 128 من بين 144 [3]

## التصنيفات السياسية
- الشفافية الدولية 2019 مؤشر مدركات الفساد, حلت في المرتبة 96 من بين 179[4]
- مراسلون بلا حدود 2020 مؤشر حرية الصحافة، حلت في المرتبة 99 من بين 180 دولة[5]
- مشروع العدالة العالمي مؤشر سيادة القانون 2019، حلت في المرتبة 118 من بين 126 دولة[6]

## التصنيفات الاجتماعية

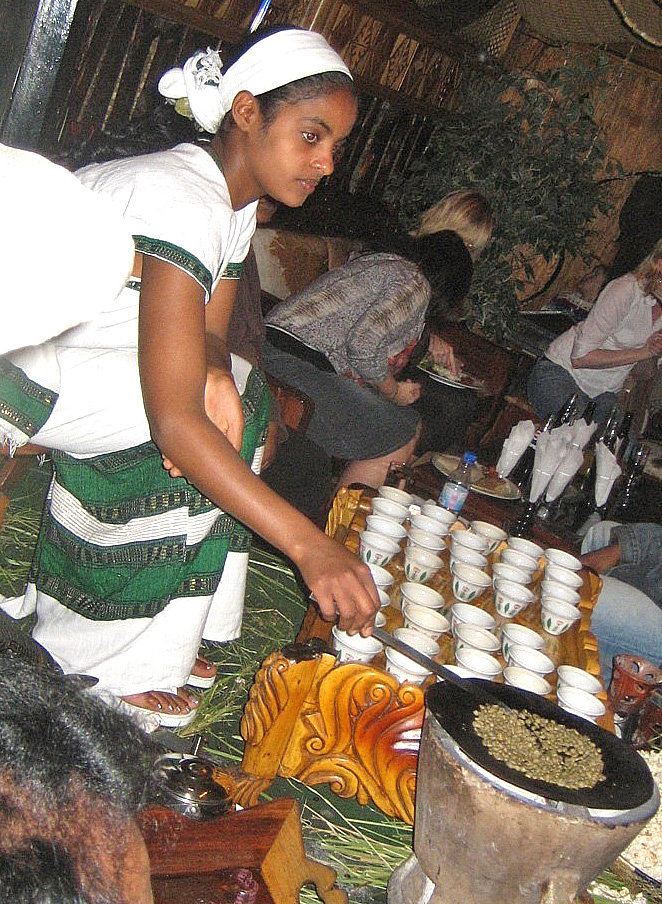
امرأة إثيوبية تصنع القهوة الإثيوبية في احتفال القهوة

- برنامج الأمم المتحدة الإنمائي 2019 قائمة الدول حسب مؤشر التنمية البشرية حلت في المرتبة 173 من بين 189 دولة[7]
- قائمة الدول حسب معدل جرائم القتل حلّت إثيوبيا في المركز 5 من بين 230 دولة ومنطقة[8]

## التصنيفات التكنولوجية
- المنظمة العالمية للملكية الفكرية: مؤشر الابتكار العالمي 2024، حلّت إثيوبيا في المركز 130 من بين 133 دولة شملها التصنيف[9]